# Heiðindómr ok mótgangr
Heiðindómr ok mótgangr (în românește Păgânismul e rezistență) este cel de-al șaptelea album de studio al formației Helheim.
Acest album a fost lansat în două variante:
- varianta CD care include doar albumul[1]
- varianta CD + DVD care include, pe lângă album, un DVD suplimentar care conține melodii înregistrate live în timpul a două festivaluri la care formația a participat în 2009 și o secțiune video; această variantă are o copertă diferită[2]

## Lista pieselor

### CD
1. "Viten og mot (sindighet)" (Cunoaștere și curaj (tăcere)) - 07:37
2. "Dualitet og ulver" (Dualitate și lupi) - 05:57
3. "Viten og mot (stolthet)" (Cunoaștere și curaj (mândrie)) - 06:16
4. "Maðr[3]" - 05:51
5. "Viten og mot (årvåkenhet)" (Cunoaștere și curaj (atenție)) - 06:55
6. "Element" - 06:40
7. "Nauðr[4]" - 04:01
8. "Viten og mot (bevissthet)" (Cunoaștere și curaj (conștiință)) - 05:09
9. "Helheim 8" - 04:37

### DVD
- Piesele 1, 4 și 9 sunt de pe Kaoskult
- Piesele 2, 8 și 10 sunt de pe The Journeys and the Experiences of Death
- Piesele 3, 6, 7 și 11 sunt de pe Jormundgand
- Piesa 5 e de pe Blod & ild

#### Inferno Festival
1. "Northern Forces"
2. "Bewitchment"
3. "Jormundgand"
4. "Det norrøne alter"
5. "Jernskogen"
6. "Nattravnens tokt"

#### With Full Force
1. "Jormundgand"
2. "Oaken Dragons"
3. "Det norrøne alter"
4. "Bewitchment"
5. "Nattravnens tokt"

#### Music Videos
1. "Dualitet og ulver"
2. "Jernskogen"
3. "Stones To The Burden (live)"

## Personal
- V'gandr - vocal, chitară bas
- H'grimnir - vocal, chitară ritmică
- Hrymr - baterie
- Noralf - chitară
- Hoest - vocal (piesa 2) (sesiune)